# Lumbrineris fragilis
Lumbrineris fragilis är en ringmaskart som först beskrevs av Otto Friedrich Müller 1766.  I den svenska databasen Dyntaxa används istället namnet Scoletoma fragilis. Enligt Catalogue of Life ingår Lumbrineris fragilis i släktet Lumbrineris och familjen Lumbrineridae, men enligt Dyntaxa är tillhörigheten istället släktet Scoletoma och familjen Lumbrineridae. Arten är reproducerande i Sverige. Inga underarter finns listade i Catalogue of Life.